# Quốc kỳ Iceland
Quốc kỳ Iceland (tiếng Iceland: Íslenski fáninn) được chính phủ nước Cộng hòa Iceland quy đinh chính thức ngày 17 tháng 6 năm 1944 khi nước này độc lập khỏi Đan Mạch. Nền cờ màu lam, trên có chữ thập màu trắng và màu đỏ, màu lam biểu thị cho đại dương, màu trắng biểu thị tuyết trắng, hai màu này là quốc sắc của Iceland. Ngoài ra còn được mô tả chính thức trong Luật số 34, quy định vào ngày 17 tháng 6 năm 1944, ngày Iceland trở thành một nước cộng hòa . Luật này có tên là "Luật Quốc kỳ của người Iceland và Quốc kỳ" và mô tả quốc kỳ Iceland như sau:
Quốc kỳ dân sự của người Iceland có màu xanh lam như bầu trời với một cây thánh giá màu trắng như tuyết và một cây thánh giá màu đỏ rực bên trong chữ thập màu trắng. Các cánh của chữ thập kéo dài đến mép của lá cờ và chiều rộng kết hợp của chúng là 2 ⁄ 9 , nhưng chữ thập đỏ bằng 1 ⁄ 9 chiều rộng kết hợp của lá cờ. Các vùng màu xanh lam là các hình chữ nhật vuông góc, các bề mặt thẳng song song và các bề mặt thẳng bên ngoài rộng bằng chúng nhưng dài gấp đôi. Kích thước giữa chiều rộng và chiều dài là 18:25.
Quốc kỳ đầu tiên của Iceland là một chữ thập màu trắng trên nền xanh đậm. Nó được trưng bày lần đầu tiên trong cuộc diễu hành vào năm 1897. Lá cờ hiện đại có từ năm 1915, khi một chữ thập đỏ được lồng vào chữ thập trắng của lá cờ ban đầu. Chữ thập này đại diện cho Cơ đốc giáo . Nó được thông qua và trở thành quốc kỳ khi Iceland được Đan Mạch trao chủ quyền vào năm 1918. Đối với người dân Iceland, màu sắc của lá cờ tượng trưng cho tầm nhìn về cảnh quan của đất nước họ. Màu sắc đại diện cho ba trong số các yếu tố tạo nên hòn đảo. Màu đỏ là ngọn lửa do núi lửa trên đảo tạo ra, màu trắng gợi nhớ đến băng tuyết bao phủ Iceland và màu xanh lam tượng trưng cho những ngọn núi của hòn đảo.

## Lịch Sử
Vào thế kỷ 15, Iceland và Na Uy cùng bị Đan Mạch thống trị, vì vậy chữ thập trên quốc kỳ là từ chữ thập trên quốc kỳ Đan Mạch, phản ánh mối quan hệ giữa ba nước trong lịch sử.
Lá quốc kỳ này ra đời từ năm 1913, ngày 19 tháng 5 năm 1915, chính phủ ra quyết định được sử dụng trên đất liền và các thương thuyền chạy trên sông nội địa Iceland. Năm 1918 Đan Mạch thừa nhận nền độc lập của Iceland trên danh nghĩa, năm 1919 thì quyết định sử dụng lá cờ này làm quốc kỳ. Năm 1944, Iceland hoàn toàn độc lập và được quy định chính thức là quốc kỳ nước Cộng hòa Iceland. Các quan chức chính phủ cao cấp của Iceland như ngoại trưởng khi đi thăm nước ngoài, nơi tổ chức yến tiệc và những nơi diễn ra các hoạt động khác mà nước nhà tổ chức đều treo lá quốc kỳ hình chữ nhật trên, còn xe hơi của quan chức và khách sạn nơi quan chức ở thì phải treo quốc kỳ theo kiểu đuôi én.

(1918 - 1944)